# Gōda Kiyoshi
Gōda Kiyoshi (合田清), de son vrai nom Tajima Kiyoshi (田島清) (Edo, 1862 — 1938 est un graveur sur bois japonais de l'ère Taishō et du début de l'ère Shōwa.
Il a étudié à Paris, où il apprend la gravure sur bois, qu'il introduit dans le monde de l'impression sur bois au Japon. Il a également eu une influence sur le monde de l'art de l'époque en tant que membre de l'Association d'artistes Hakubakai (de).

## Biographie
Fils d'un hatamoto, Tajima Kiyoshi naît à Edo (l'actuelle Tokyo) le 7 mai 1862.
En 1880, il accompagne son frère aîné Ochika à Paris lorsque celui-ci y est nommé attaché militaire en France. Tajima étudie l'agriculture. Il y rencontre Yamamoto Hōsui, qui l'encourage à étudier la gravure sur bois. Il étudie cette technique auprès de Charles Barbant. À Paris, Tajima Kiyoshi apprend aussi la peinture et le français et se lie d'amitié avec Matsuoka Hisashi, Harada Naojirō, Kuroda Seiki, Kume Keiichirō et Goseda Yoshimatsu.
Gōda Kiyoshi apprend auprès de Barbant la méthode du transfert typographique sur métal pour graver des blocs de bois au trait blanc à l'aide de négatifs photographiques sur plaque humide. En mai 1885, il expose au Salon des artistes français une gravure d'un paysage. Diplômé de l'atelier de Barbant en février 1886, il étudie dans l'atelier du graveur Cilha[Qui ?]. En mai de la même année, il réalise une gravure d'un tableau de Louis Adan représentant un paysan sur le chemin du retour et l'expose au Salon de Paris sous le titre La fin d'une journée, qui reçoit un accueil plus favorable que le précédent.
En avril 1887, il quitte Chilla et devient illustrateur et graveur pour la revue Le Monde illustré en tant qu'envoyé spécial japonais.
En juillet 1887, Gōda retourne au Japon avec Yamamoto, avec qui il travaille sur des manuels scolaires pour le ministère de l'éducation sous les auspices de Sakuma Teiichi (ja), fondateur de Dai Nippon Printing. L'année suivante, en collaboration avec Yamamoto, il ouvre un atelier de gravure sur bois de style occidental de deux étages appelé Seikôkan (生巧館) à Sakurada Hongo-cho. Le premier étage est utilisé comme département d'impression de gravures sur bois et le deuxième étage comme école de peinture, où les deux enseignent aux jeunes artistes. Il réalise des tirages basés sur les modèles de Yamamoto et des illustrations pour des manuels scolaires, des journaux et des magazines. En 1889, il participe à la fondation de l'association d'artistes Meiji bijutsu kai (明治美術会), et en 1896, l'école de peinture du deuxième étage, présidée par Yamamoto, devient l'Association d'artistes Hakubakai (de) (白馬会). Kishida Ryūsei, Seimiya Akira, Kiichi Okamoto, Kikuchi Takeshi et d'autres y ont étudié.
À l'époque, la technologie de la gravure sur bois à l'occidentale n'existe pas encore au Japon, et il semblerait que Gōda ait eu beaucoup de mal à mettre au point les outils techniques. Cette technique, qui permet de reproduire des photographies et des peintures et de les imprimer en combinaison avec des caractères mobiles, est accueillie favorablement au Japon à l'époque et laisse son nom sur de nombreux journaux et manuels scolaires jusqu'à ce que la technologie de la photogravure soit mise en place. Gōda grave des illustrations pour le Nihonbashi Kinkodo et le Hakubunkan, ainsi que des estampes supplémentaires pour le Tokyo Asahi Shimbun, le Tokyo nichi nichi shinbun et d'autres.
Lorsque Kuroda Seiki, Kume Keiichirō et d'autres rentrent au Japon en 1893, ils cèdent le Seikyokan à Kuroda et à d'autres et créent l'institut de peinture de style occidental Tenjin Dojo, tandis que Gōda s'installe dans le quartier de la résidence de Kuroda à Kōjimachi. Par la suite, il entretient des contacts étroits avec Kuroda et publie dans Le Monde illustré des reproductions des œuvres de Kuroda en tant que peintre militaire pendant la guerre sino-japonaise.
À partir de 1896, sur la recommandation de Kuroda, il enseigne le français au département de peinture occidentale (Yō-ga) du Tōkyō bijutsu gakkō (東京美術学校), l'institution précurseur de l'Université des arts de Tokyo. En août 1899, il devient examinateur temporaire d'expositions à l'école et se retire de son poste de professeur en décembre.

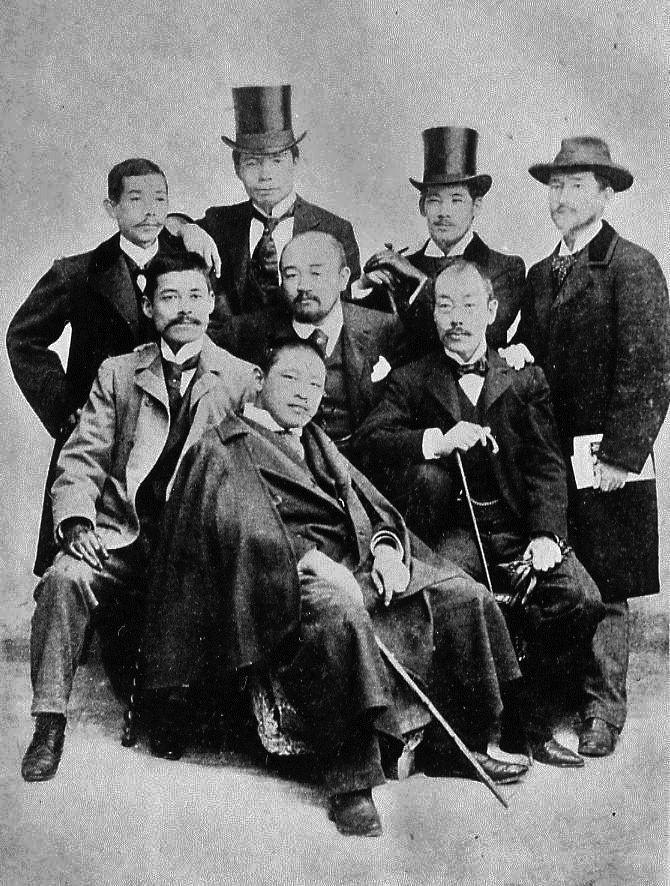
Groupe Hakubakai à Paris en 1900. Devant : ; Deuxième rangée, de gauche à droite : Kume Keiichirō, Kuroda Seiki et Gōda Kiyoshi ; dernière rangée, de gauche à droite :,, Okada Saburōsuke et Shōdai Tameshige.

En 1900, Gōda participe à l'Exposition universelle de Paris en tant que membre du comité événementiel japonais. Il grave sur bois deux des croquis de Kuroda pendant la guerre russo-japonaise. À son retour l'année suivante, il enseigne à nouveau le français à l'école des beaux-arts de Tokyo et, en 1903, il est membre du jury de la cinquième exposition industrielle nationale. En 1907, il expose aux premières expositions d'État organisées par le ministère de la Culture, les Mombushō bijutsu tenrankai (文部省美術展覧会).
Gōda Kiyoshi meurt à le 6 mai 1938, à l'âge de 75 ans. Il est inhumé dans le cimetière de Tama.
Son fils Koichi (1895-1963), est un chercheur en orchidées qui a également été président de la Société internationale d'horticulture.

## Œuvre
Les œuvres les plus connues de Gōda sont le Portrait Kihenno (portrait de l'empereur Meiji), un supplément au premier numéro du Tokyo Asahi Shimbun, publié pour la première fois le 10 juillet 1888, et l’Éruption du mont Bandai en 1888, un supplément de l'Asahi Shimbun daté du 1er août de la même année, de l'éruption du 15 juillet du mont Bandai. L'estampe a été gravée par Gōda en deux jours et une nuit, d'après un croquis réalisé par Yamamoto, qui s'était précipité sur le site avec un grand bloc de bois et qu'il avait rapporté. Parmi d'autres œuvres notables, on compte des peintures de la lumière du soleil et d'autres paysages.
En tant que graveur, il a conçu en 1905 une méthode permettant de coller des négatifs photographiques humides sur des blocs de bois en guise de tirages préparatoires, méthode qui a été produite par Bonkotsu Igami. Cette méthode a permis de réduire le temps nécessaire à la production de gravures de reproduction et de réaliser des tirages par douzaines.
Gōda est un représentant important de la première génération de « peintres occidentaux » et de graveurs de style occidental. Ses œuvres témoignent d'une influence considérable de l'École de Barbizon. Aujourd'hui, il est surtout connu pour ses gravures sur bois.

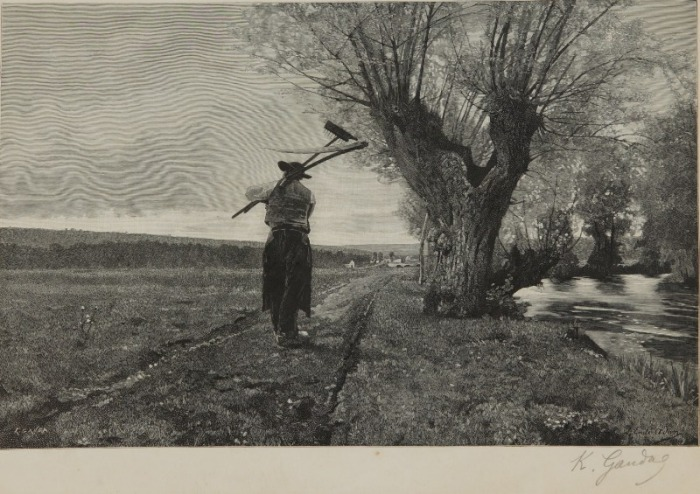
La fin d'une journée d'après un dessin de Louis Adan (1886).
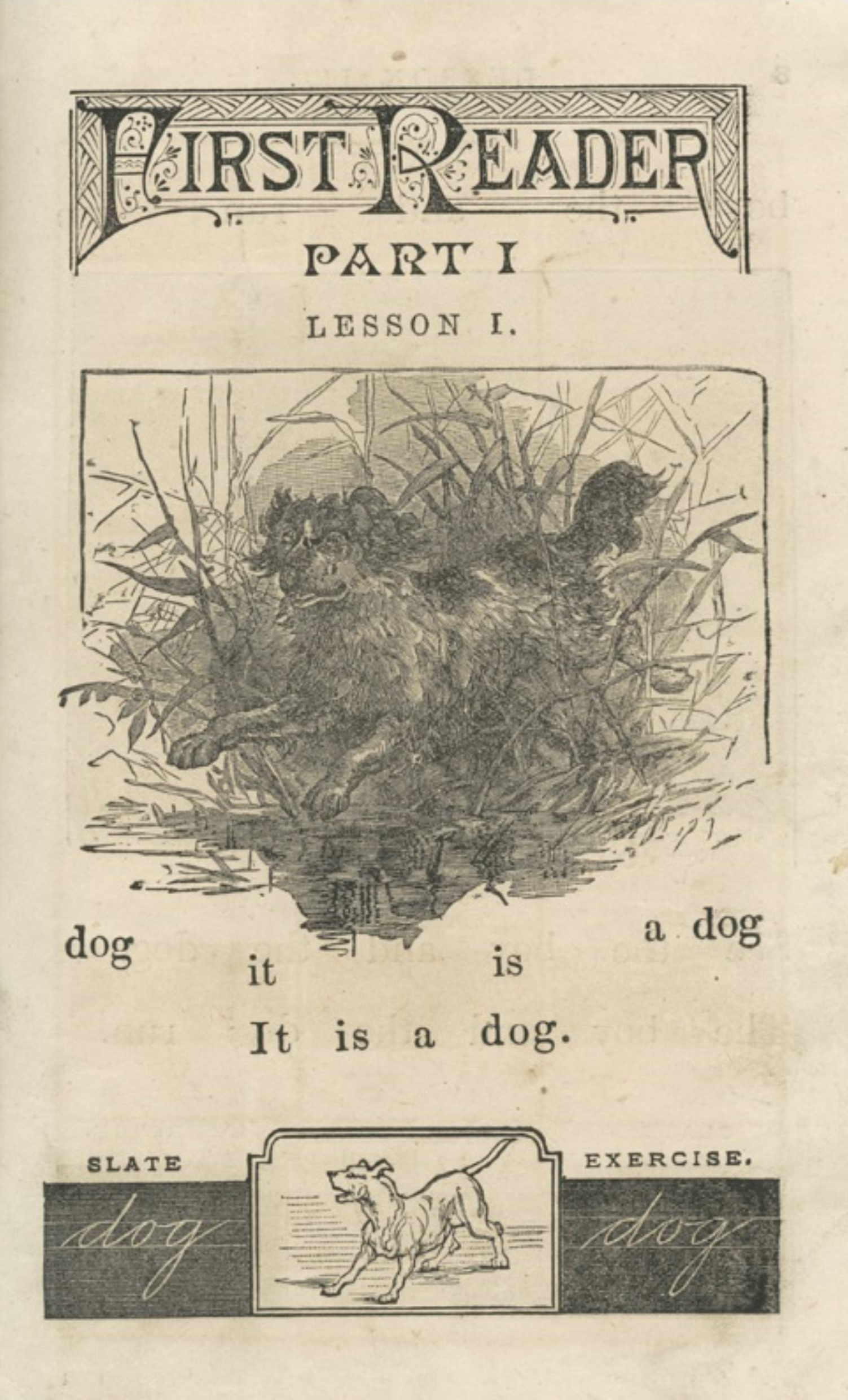
Illustration pour un livre (avant 1886).
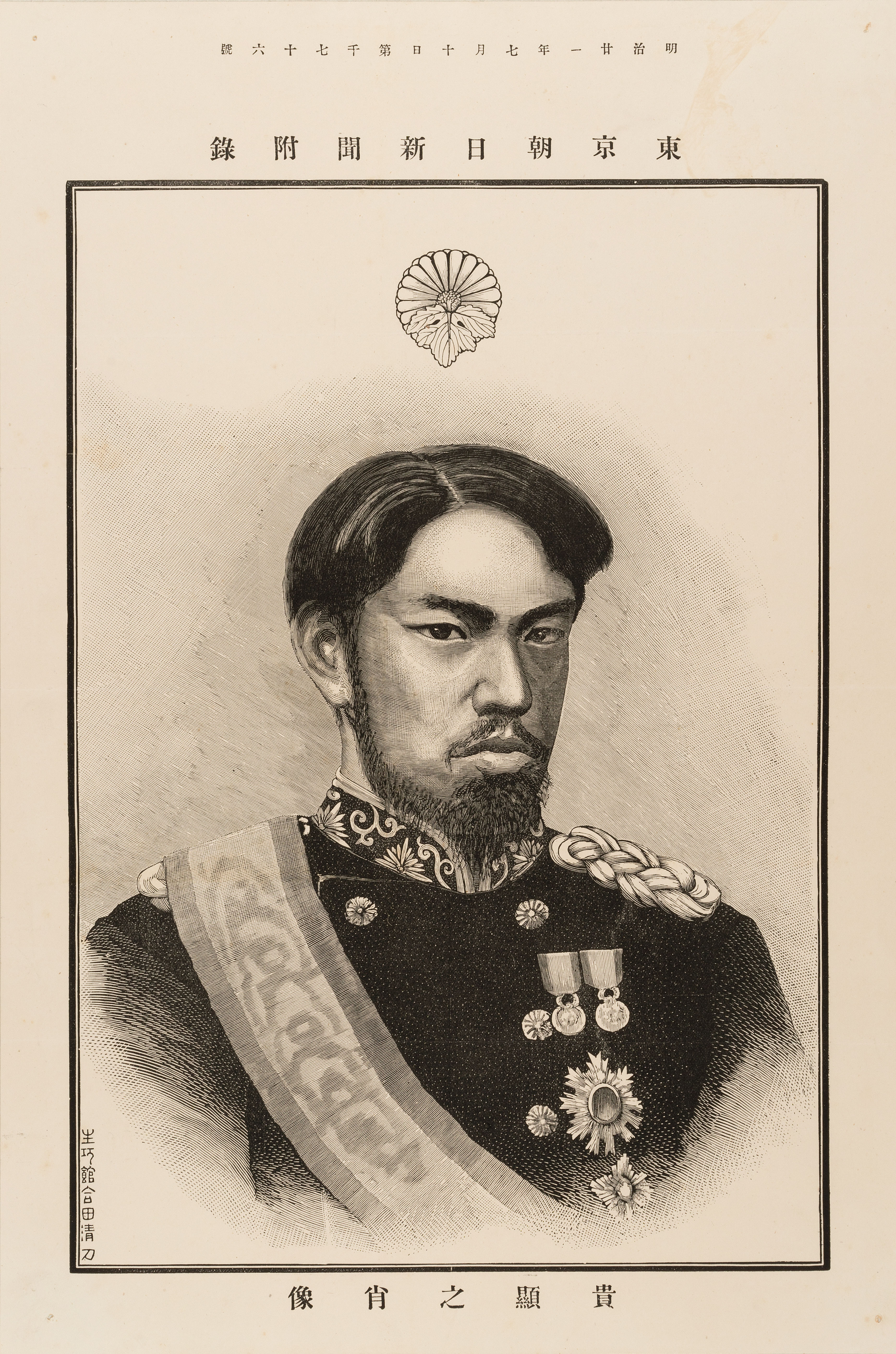
Portrait Kihenno (1888).
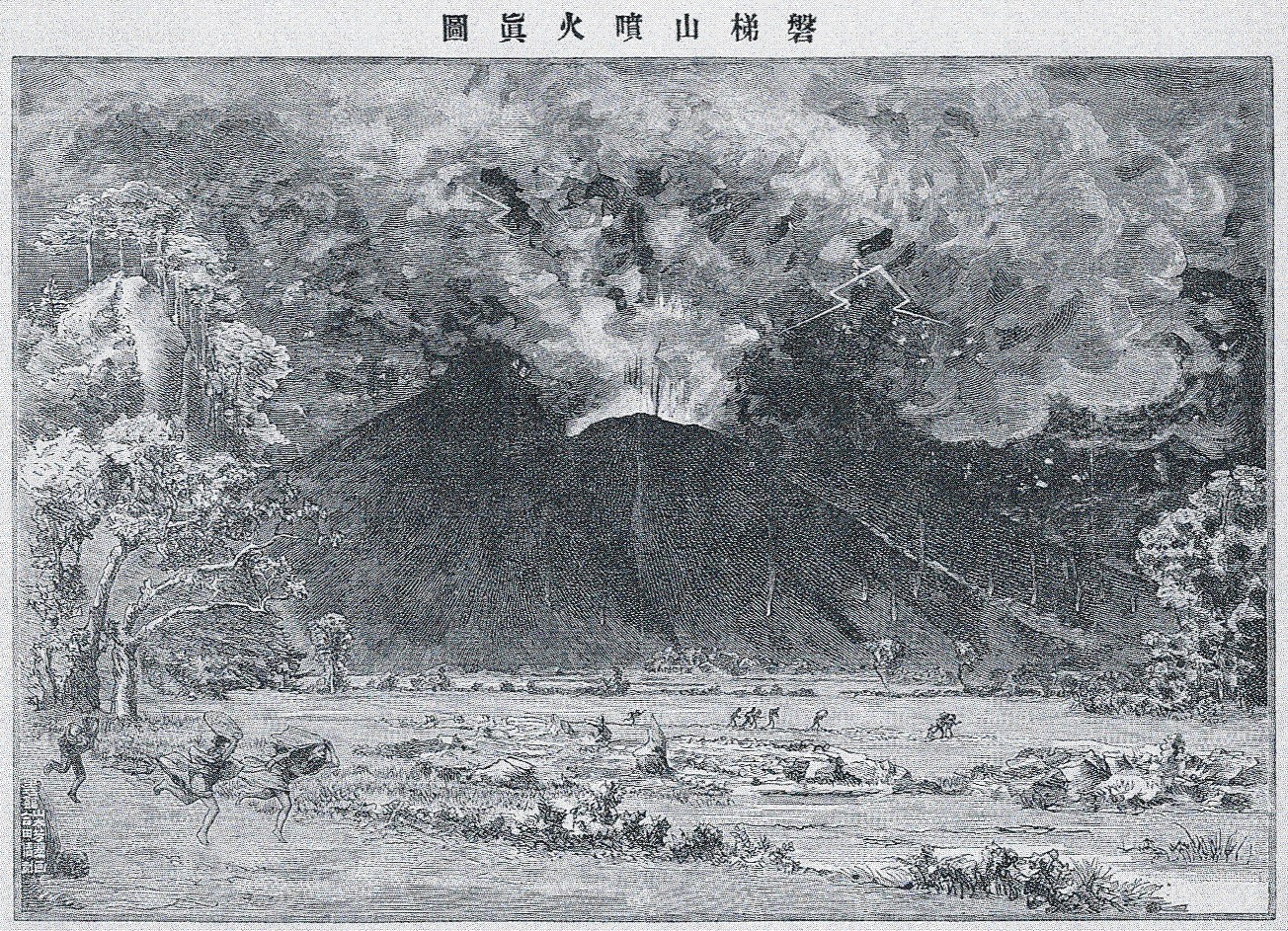
Erruption du Bandai en 1888, avec Yamamoto Hōsui (1888).